# Leon Wilkeson
Leon Russell Wilkeson (2. dubna 1952, Newport, Rhode Island, USA – 27. července 2001, Ponte Vedra Beach, Florida) byl americký baskytarista, člen skupiny Lynyrd Skynyrd, ve které hrál od roku 1972 až do své smrti v roce 2001.

## Začátky
Narodil se v Newportu, ale vyrůstal v Jacksonville. Wilkeson se už jako teenager stal obrovským fanouškem Beatles a začal se učit hrát na baskytaru, snaže se napodobit svého oblíbeného člena Slavné Čtyřky, Paula McCartneyho. Když mu bylo 14, odešel ze své školní kapely, aby se mohl lépe soustředit na zdokonalování techniky své hry, avšak krátce na to mu přítel ze školy sdělil, že jeho bratr hledá basistu pro svoji kapelu. Ukázalo se, že jeho bratr byl Ronnie Van Zant a brzy poté se Wilkeson přihlásil do VanZantovy místní kapely ‘‘The Collegiates‘‘. Kvůli zhoršujícímu se školnímu prospěchu ale musel Wilkeson kapelu na nátlak rodičů opustit, ale brzy našel sám sebe v další místní kapele – ‘‘The King James Version‘‘. Začal cvičit styl hry "lead bass" po vzoru Jacka Bruce z Cream, Johna Paula Jonese z Led Zeppelin, Jacka Casadyho z Jefferson Airplane,Phila Leshe z The Grateful Dead a Berryho Oakleye z The Allman Brothers Band. Na začátku 70. let byl Wilkeson jedním z předních baskytaristů v Jacksonville, a tudíž není divu, že když Van Zantova nová kapela Lynyrd Skynyrd byla bez baskytaristy, byl to právě Wilkeson, komu se ozvali.

## Lynyrd Skynyrd
Ve chvíli, kdy kapela získala nahrávací smlouvu s MCA Records a nahrávání jejího prvního alba se dalo do pohybu, Wilkeson začal mít pocit, že je moc mladý na život "on the road". Wilkeson překvapil své kolegy odchodem z kapely a přijetím práce u Farm Best Dairy Products, kde se živil jako zásobovač zmrzlinou. V kapele během nahrávání debutového alba z roku 1973, Pronounced 'Lĕh-'nérd 'Skin-'nérd, Wilkesona nahradil Ed King, zakládající člen Strawberry Alarm Clock. Wilkeson ale začal mít krátce po vydání nahrávky špatné svědomí z opuštění kapely a po prodiskutování celé věci s Van Zantem byl kapelou opět přijat.
Se svou image psanců/bouřliváků, tvrdým southern rockem a stálým koncertováním se Lynyrd Skynyrd stali jednou z nejlepších kapel sedmdesátých let, sklízející úspěch jak s alby Second Helping (1974), Nuthin' Fancy (1975), Gimme Back My Bullets (1976), záznamem z koncertu One More from the Road a opět studiovým albem Street Survivors (1977), tak i se singly jako například Free Bird nebo Sweet Home Alabama. Bylo to právě během této "klasické" éry kapely, kdy Wilkesona napadlo nosit všelijaké barevné klobouky, čímž si vysloužil přezdívku "Mad Hatter" (Šílený Kloboučník).
Někdy během této doby Wilkeson získal basu Fenderbird od Johna Entwistla. Wilkeson s ní byl spatřen v roce 1975 během vystoupení Lynyrd Skynyrd v televizní hudební show kanálu BBC2 – The Old Grey Whistle Test. Fenderbird je baskytara, vyrobená na zakázku zkombinováním těla basy Gibson Thunderbird a krku basy Fender Precision Bass.
Alba sklízející úspěch u kritiky i posluchačů společně s vyprodanými turné nasvědčovaly tomu, že se už nemůže nic pokazit. Jenže za rohem číhala na Wilkesona a jeho kolegy z kapely tragédie. 20. října 1977 poblíž města Gillisburg ve státě Mississippi havarovalo letadlo, na jehož palubě byli jak členové kapely, tak i pomocný personál. Někteří členové kapely neštěstí nepřežili (mezi nimi i zpěvák Ronnie Van Zant) a ostatní byli vážně zraněni. Je pochopitelné, že se Wilkeson a ostatní členové kapely, zasaženi touto smutnou událostí, rozhodli ustoupit ze světel reflektorů a po zbytek 70. let se snažili dát své životy zpátky dohromady. 80. léta začala pro přeživší členy kapely slibně v podobě založení nové skupiny, The Rossington-Collins Band, skládající se z Wilkesona, kytaristů Garyho Rossingtona, Allena Collinse a klávesisty Billyho Powella. Wilkeson, jehož levá ruka byla při leteckém neštěstí tak poškozena, že lékaři uvažovali o jejím amputování, se ze zranění nikdy plně nezotavil a musel hrát v polohách více ve středu hmatníku (podobně jako Bill Wyman z The Rolling Stones), protože nemohl úplně natáhnout ruku.

## Po Lynyrd Skynyrd
Kapela The Rossington-Collins Band měla poměrně úspěšný start se svým debutovým albem ‚‘‘Anytime Anyplace Anywhere‘‘, ale krátce po vydání druhého alba v roce 1982,’’This is the way‘‘, se kapela rozpadla. Wilkeson ale dál spolupracoval s Allenem Collinsem v jeho novém projektu – The Allen Collins Band, se kterou vydali v roce 1983 jediné album ‚‘‘Here, There & Back‘‘. V polovině 80. let nebylo o Wilkesonovi moc slyšet - až na výjimky, kdy krátce vystupoval s křesťanskou rockovou kapelou Vision dalšího ex člena Lynyrd Skynyrd Billyho Powella. V roce 1987 se připojil ke znovusjednoceným Lynyrd Skynyrd a vydal se s kapelou na vyprodané turné. Na začátku 90. let se však přihodilo další neštěstí, které málem stálo Wilkesona život. Kytarista Ed King jej nalezl v autobuse kapely silně krvácejícího s podřezaným hrdlem a Wilkeson byl kvapem odvezen do nemocnice. Do dnes se neví, kdo byl viníkem.
Lynyrd Skynyrd získali další vlnu pozornosti na sklonku 90. let díky epizodě pořadu Behind the Music televize VH1, která se zabývala kariérou kapely. Avšak znovu ve chvíli, kdy se zdálo, že je vše tak, jak má být, osud znovu krutě udeřil. Wilkeson byl nalezen mrtvý 27. července 2001 v hotelovém pokoji v Ponte Vedra Beach na Floridě. Bylo mu 49 let. Wilkeson zjevně trpěl chronickou poruchou jater a plic, a lékaři bylo shledáno, že zemřel přirozenou smrtí. Jeho smrt postavila kapelu do zvláštní pozice, protože podle dohody se vdovou po Ronniem Van Zantovi by v kapele měli být nejméně tři původní členové, aby mohla působit pod názvem Lynyrd Skynyrd. Kapela přece jen pokračovala dál s novým basistou Eanem Evansem, na nějž jsou rozporuplné reakce kvůli rozdílnému stylu hry.
Kapela věnovala píseň ‘‘Mad Hatter‘‘ z alba Vicious Cycle (2003) Wilkesonově památce.